# Венера Невшательская
Венера Невшательская (также Венера из Монруца, фр. Vénus de Monruz) — палеолитическая венера, найденная в 1990 году в пригороде Монруц швейцарского Невшателя в ходе охранных раскопок на месте строительства шоссе A5. Демонстрируется в музее Латениум (Невшатель).
Статуэтка была создана около 12-13 тыс. лет назад и относится к культуре Мадлен. В качестве материала для изготовления древний скульптор использовал легко поддающийся обработке гагат.
Будучи сравнительно малой по размерам (1,8 см высотой), Невшательская венера абстрактно передает форму изогнутого женского тела с выступающими ягодицами. Возможно статуэтка использовалась в качестве подвески или амулета, о чём свидетельствует высверленное сквозное отверстие в её верхней части. Внешние характеристики, а также материал, из которого выполнена статуэтка, сближают её с венерами из Петерсфельса, обнаруженными на расстоянии 130 км от Невшателя (юг Баден-Вюртемберга, Германия). В итоге, можно предположить, что они либо были созданы одним человеком, либо принадлежат единой региональной традиции изготовления подобных статуэток.